# Rick Ducommun
Richard „Rick” Ducommun (ur. 3 lipca 1956 w Prince Albert, Saskatchewan, Kanada; zm. 12 czerwca 2015 w Vancouver) – kanadyjski aktor telewizyjny i filmowy, kojarzony z dużą liczbą drugoplanowych występów w popularnych serialach telewizyjnych.
Z aktorstwem związany aktywnie od 1983 roku. W filmach fabularnych pojawił się między innymi w hitowym Dniu świstaka przy boku Billa Muraya oraz jako ojciec Cindy Campbell, granej przez Annę Faris, w dochodowej parodii horrorów Straszny film.